# Đa Minh Nguyễn Văn Xuyên
Đa Minh Nguyễn Văn Xuyên, OP (1786-1839), là một linh mục Công giáo Việt Nam dưới thời Minh Mạng và là một vị thánh tử đạo của Giáo hội Công giáo Việt Nam..

## Tiểu sử
Ông còn có tên khác là Doãn, sinh năm 1786 tại Phương Cáp, Nam Định (nay là xã Hiệp Hòa, huyện Vũ Thư, tỉnh Thái Bình, thuộc Giáo phận Thái Bình). Mồ côi cha từ nhỏ, ông được mẹ đưa về sống tại quê ngoại là xứ đạo Sa Cát (nay thuộc phường Hoàng Diệu, thành phố Thái Bình). Ông gia nhập Dòng Đaminh, phụ trách các xứ đạo Phạm Giáo, Kẻ Mèn và Đông Xuyên, và được thụ phong linh mục vào năm 1819.
Năm 1826, ông được cử là phụ tá cho linh mục Fermander Hiền, Bề trên chủng viện Ninh Cường. Một thời gian sau đó ông lại được đặt làm quản lý Giáo phận Đông Đàng Ngoài, giúp việc cho Giám mục Delgado Y.
Bấy giờ, triều đình ra chỉ dụ cấm đạo rất ngặt. Theo các tài liệu Công giáo Việt Nam, các quan viên ở Kiến Xương, Thiên Trường nhiều lần yêu cầu ông thi hành lệnh vua, bỏ đạo trở về nhà làm ăn nhưng ông vẫn một lòng vì đạo. Ngày 18 tháng 8 năm 1839, khi ông đang dâng thánh lễ tại họ đạo Phú Đòng (Phú Đường) thì bị quan quân bắt giữ. Ông cùng với linh mục Tôma Đinh Viết Dụ bị xử trảm ngày 26 tháng 11 năm 1839 tại Bẩy Mẫu.
Sau khi ông tử đạo, ngày 27 tháng 5 năm 1900, Giáo hoàng Lêô XIII đã tuyên phong ông lên bậc Chân phước. Đến ngày 19 tháng 6 năm 1988, Giáo hoàng Gioan Phaolô II đã tuyên phong ông lên bậc Hiển thánh..